# 小山さくら
小山 さくら（こやま さくら、7月15日 - ）は、日本の元女性声優。静岡県出身、血液型はA型。旧名：浅羽 柚花（あさば ゆか）。本名：淺羽 佑果。

## 人物・経歴
静岡県の私立常葉学園菊川高校、東邦学園短期大学、マックスバリュ東海を経て、東京アニメーター学院卒業後、ガジェットリンクに所属も、2012年3月31日付けで退社した。
2012年6月よりHoney Rush所属。所属時に「小山さくら」に改名する。
2019年5月31日をもって引退した。

## 出演

### テレビアニメ
2009年
- ささめきこと（善竹、ウェイトレス、女生徒、女の子）
- ダンカイカレー中辛（米沢トメ、レポーター、ナレーション）
- たまタン（ツンデレ）

2010年
- アマガミSS（2010年 - 2012年、みゆき）- 2シリーズ

2012年
- 人類は衰退しました（妖精さん）
- 武装神姫（女の子）
- レゴ ニンジャゴー 〜スピン術バトルの使い手〜（ジーン）- アニマックスでの放送

2013年
- DEVIL SURVIVOR2 the ANIMATION（少女、オバリヨン、小春）

### ゲーム
- コズミックブレイク!（ペポ・プッチ）
- タユタマ2 -you're the only one-（2018年、モモ）- PS4/PS Vita版

### ドラマCD
- 魔術師オーフェン しゃべる無謀編3（2013年、ポーラ）

### ラジオ
- あつことまりあのマリオン学院 放送部!（2008年 - 2010年、BBstation）
- メイドのお時間（2009年 - 2010年、BBstation）

ラジオドラマ
- メイドのお仕事!（アイ）

### CM
- 『東京アニメーター学院・大阪アニメーター学院』TV CM（ナレーション）
- LONG WOOD STATION（ナレーション）
- 栃木県自動車整備振興会 TVCM（ナレーション）
- ジアス立川店 店内外宣伝ナレーション